# Henri Cuvelier
Henri Gaspard Cuvelier (* 1. Juni 1908 in Tourcoing; † 25. Januar 1937 in Roubaix) war ein französischer Wasserballspieler.

## Karriere
Cuvelier begann seine sportliche Laufbahn bei der Europameisterschaft 1927 in Bologna. Hier gewann er mit der französischen Mannschaft Silber. Im folgenden Jahr nahm der Sportler an den Olympischen Spielen teil. In Amsterdam erreichte er mit der Wasserballnationalmannschaft den dritten Rang und sicherte sich somit Bronze.